# Erik Blodøkse
Erik Haraldsson Blodøkse (Eiríkr blóðøx) (ca. 895 – 954) var ældste søn af Harald Hårfager og Ragnhild Eriksdatter, datter af kong Erik af Jylland og kendt som "Ragnhild den mægtige". Han var Norges konge ca. 931 – 933 samt konge af Northumberland i begyndelsen af 950'erne.

## Opvækst
Heimskringla hævder, at Guttorm var Harald Hårfagers ældste søn, opkaldt efter en af Hårfagers hærførere, der opfostrede ham. Erik var den af sønnerne, der havde en mor af kongelig byrd. Det sagdes, at han var opfostret af hersen (= krigerhøvdingen) Tore Roaldsson i Fjordane. Erik blev kendt som en stor kriger og hærmand. Allerede som tolvårig drog han ifølge Heimskringla på togt med fem langskibe, han fik af sin far. Han sejlede først til Baltikum, rundt om Danmark og mod syd til Frisland, hvorefter han gennem fire år hærgede Skotland, Irland, Bretland (dvs. Cumbria eller Wales) og Bretagne. Som sekstenårig sejlede han mod nord til Finnmark og Bjarmeland (dvs. det nordlige Rusland), hvor han skal have vundet et stort slag.  Et kvad i Fagerskinna fortæller da også, at Erik blev modtaget som en stor helt af de norrøne guder i Valhal efter sin død. Samtidig beskriver sagaen ham som en veg ægtemand, og selv om han vandt nogle slag, flygtede han alligevel fra Norge uden kamp, da hans yngre halvbror Håkon den Gode udfordrede ham. Han blev også fordrevet fra kongedømmet i Nord-England mindst én gang før han faldt. 
"Erik" var på den tid et ret almindeligt navn i Sverige, men meget sjældent i Danmark og Norge. Først senere blev navnet almindeligt også her.  Tilnavnet "Blodøkse" kan vise til en drabsmand i sin almindelighed, men blod bruges også som metafor for slægtskab og familie, og kan være knyttet til ham, fordi han havde dræbt flere af sine slægtninge. Erik var på ingen måde den eneste af sin samtids herskere, der sloges med sine brødre om magten; men ifølge Heimskringla var han og hans kone ansvarlige for drabet på fem af hans halvbrødre, og det var ualmindeligt. Imidlertid var flere af de omtalte måske slet ikke hans halvbrødre. En del af dem, eftertiden regnede som sønner af Harald Hårfager, tjente rigtignok som hans underkonger, og så kan man have tænkt, at de nok også var hans sønner, selv om det ikke var rigtigt. Nogle kan være bevidst indlemmet i hans æt på 1000-tallet, så konger som Olav Tryggvason, Olav Haraldsson og Harald Sigurdsson kunne legitimere sin ret til den norske trone ved at føre ættelinjen tilbage til Hårfager og samlingen af riget. Andre kan være indlemmet for at forværre indtrykket af Eriks grusomhed. Drab på én bror kunne anses som en ulykke, mens drab på fem fremstod som uhyrligt. 

## Ægteskab
På sin færd mod nord skal Erik have mødt sin kommende dronning, Gunhild. Ifølge Ågrip, Fagerskinna og Heimskringla var hun datter af Ossur, en høvding fra Hålogaland. Fagerskinna og Heimskringla hævder, at Gunhild var opfostret af samer og oplært i trolddom af dem. Heimskringla fortæller, at Eriks mænd i Finnmark kom over en gamme (= samisk jordhytte), "med en kvinde så smuk, at de aldrig havde set mage". Hun forklarede, at hun var der for at lære trolddom af to troldkarle, "de viseste i Finnmark. Nu er de ude på jagt, men de vil begge have mig, og begge er så dygtige, at de kan følge spor som hunde, både i mildt vejr og i frostvejr." Ingen undslap dem, og alt de skød på, traf de. "Bliver de vrede, vender jorden sig om, når de ser på den. Og sætter de øjnene på noget levende, falder det dødt om." Hun tilbød at gemme Eriks følge i gammen, "så må vi prøve, om vi kan få dem dræbt." Gunhild trak så sække over hovederne på de hjemkomne troldkarle, mens de sov, så de ikke kunne trolde; derved kunne Erik og hans følge dræbe dem. Erik tog Gunhild med mod syd, men standsede ved kysten af Helgeland for at bede om hendes fars tilladelse. 
I Historia Norwegiae skildres Gunhild som dansk, en datter af Gorm den Gamle og Thyra Dannebod og Harald Blåtands søster. Denne version virker mest troværdig, fordi den forklarer, hvorfor Gunhild og Erik kaldte en af sønnerne Gorm, der var et sjældent navn med tilknytning til Jelling-ætten; og hvorfor Blåtand senere støttede Eriks krigstogter, så Eriks søn Harald Gråfeld genvandt magten i Norge, hvad der var med til at genoprette et dansk overherredømme i dele af det sydlige Norge. 
Gunhild beskrives i sagaerne som den kønneste af kvinder, men lille af skikkelse. Samtidig får hun skylden for at have ansporet Erik og senere sin søn Harald Gråfeld til de grusomheder, de begik. Ideen om ondskabsfulde kvinder, der fører mænd på afveje, går imidlertid tilbage til Bibelens Adam og Eva, og var standard i middelalderens litteratur, da sagaerne blev nedskrevet.  Historien om, at Gunhild havde lært trolddom nordpå, ligner påfaldende på historien om Hårfagers ene kone, samepigen Snefrid, der troldbandt sin kongelige ægtemage, så han tabte sin dømmekraft og autoritet helt. Det er en type litterær gentagelse, der er typisk for sagaerne og trækker deres værdi som historiske kilder ned. 
Parret fik en række børn, men listerne er ikke samstemmende. Orknøingesagaen fortæller om datteren Ragnhild opkaldt efter sin farmor, der fik et lige så grimt rygte som sin mor. Sønnernes navne er Harald Gråfeld, Gamle, Guttorm, Erling, Ragnfrød og Sigurd. Der nævnes også Gorm [Guttorm?], Halvdan, Gudrød, Øyvind, Sigvard [Sigurd?] og Gunrød [Gudrød?]. Nogle af navnene genkendes fra lister over Eriks halvbrødre, så her kan man have forvekslet Eriks sønner med hans brødre. 

## Konge
Erik fik overdraget kongemagten fra sin far, da Harald blev 80 år, og regerede i de sidste tre år af sin fars regeringstid. Efter Harald Hårfagers død blev Norge delt mellem underkongerne (sønnerne?), sådan at Guttorm, den ældste, fik Ranrike (mellem Svinesund og Göta älv), mens Bjørn Farmand, Olav, Sigtrygg, Frode og Torgisl fik Vestfold, Telemark, Vingulmark (ved Oslofjorden) og Raumarike. Samepigen Snefrids sønner fik Ringerike, Hadeland og Toten, mens Rørek og Gudrød fik indtægter fra Hordaland og Sogn. Trøndelag deltes mellem Halvdan den Sorte (opkaldt efter sin farfar), Halvdan den Lyse og Gudrød, mens Erik fik Sunnmøre, Romsdal og Hålogaland. Det sidste er måske ophav til historierne om, at Gunhild stammede derfra. Ifølge sagaen ønskede Hårfager, at Erik skulle arve hans højsæde, og dermed blev Erik anset som overkonge som sin far. 
Allerede i Hårfagers levetid begyndte Erik at dræbe sine halvbrødre. Det første drab var Snefrids søn, Ragnvald, der beskrives som en troldmand med otte sejdkarle om sig. Historia Norwegiae vil have det til, at Ragnvald havde lært trolddom af sin mor på Hadeland. Erik foretog et overraskelsesangreb og brændte sin halvbror og sejdkarlene inde i hallen på Hadeland. Ifølge Heimskringla var folk taknemlmeige for det. Det er alligevel uklart, om vi her møder en ægte 900-tals reaktion på drabet, eller om det er en 1200-tals forklaring på, at drabet på Ragnvald blev lovprist. Det kan også være en litterær konstruktion i tråd med historien om Snefrids trolddomskunst, men i hvert fald bidrog drabet på Ragnvald ikke til Eriks senere dårlige ry. 
Derimod blev Erik stærkt fordømt for drabet på sin halvbror Bjørn Farmand (= Bjørn den Rejsende), søn af Hårfager og jarledatteren Svanhild. Bjørn var ingen viking, men en besindig mand, der drev handelsvirksomhed som konge i Vestfold. Heimskringla beretter, at Erik på vejen hjem fra plyndring i Østersøen lagde vejen om Vestfold, og forlangte, at Bjørn skulle sørge for forsyninger til Eriks følge og give dem årets skatter til Hårfager. Bjørn plejede altid at betale skatterne direkte til sin far og afviste forslaget. Erik gik derefter overrumplende til angreb på Bjørn og hans mænd og plyndrede området. Bjørns bror Olav overtog kongemagten efter Bjørn og opfostrede Bjørns søn Gudrød sammen med sin egen søn Tryggve. 
I næste omgang blev Erik selv forsøgt indebrændt på Solve på Møre af en anden halvbror, Halvdan den Sorte. De fleste af Eriks mænd blev dræbt, men Erik overnattede i en anden bygning sammen med fire fra sit følge og reddede livet. Sammen med sin far planlagde han hævn, men det lykkedes andre at mægle mellem parterne. Olav regerede ved Oslofjorden, og Halvdan kontrollerede Trøndelag. To år senere omkom han under et gæstebud, og man beskyldte Gunhild for at have ladet en heks forgifte ham. Trøndelag gav sig dog ikke ind under Erik, men tog i stedet endnu en halvbror, Sigrød, til konge. Harald Hårfager levede et år til, længe nok til at videregive sit navn til den af Gunhild og Eriks sønner, der blev kendt som Harald Gråfeld. Det forlød, at Erik ville gøre ende på sine rivaler, og Sigrød tog til Vestfold og slog sine styrker sammen med Olavs. Begge blev dræbt i kamp, og Erik var nu enekonge som sin far. Det sagdes at have kostet fem af hans halvbrødre livet. 

## Fordrevet fra Norge
Nogle år senere kom Eriks yngre halvbror, Håkon den Gode (Adalsteinsfostre), hjem fra England. Han var opfostret dér af kong Adalstein af England, og "Adalsteinsfostre" var hans tilnavn dengang. Tilnavnet "den Gode" er sandsynligvis kommet til senere, som en modvægt til jarlen Håkon den Onde, som styrede Norge under dansk herredømme i slutningen af 900-tallet. Om Håkon den Gode siger Heimskringla: "Hadet mod Erik voksede, efterhånden som alle kom til at holde af Håkon, og fik mere mod til at sige, hvad de tænkte." Håkon gav brorsønnerne Tryggve og Gudrød titel af konge over deres fædres landområder og satte kloge formyndere til at styre, da de var børn endnu. I Trøndelag samlede han en stor hær og skaffede sig skibe. Erik samlede også en styrke på Vestlandet, men stormændene støttede Håkon i stedet, og han så ingen anden udvej end at flygte til Orknøerne.

Ifølge Ågrip og Historia Norwegiae flygtede han fra England til Spanien, hvor han døde under et plyndringstogt. Andre kilder skriver, at han fik Northumberland i len af kong Adalstein, Hårfagers allierede, der havde fostret Håkon den Unge og i 926 lod sin søster gifte sig med vikingehøvdingen Sigtrygg i Northumberland for at sikre alliancen med vikingerne i Nordengland. Kilderne er enige om, at Erik og hans familie måtte lade sig døbe som en del af aftalen. 
Han og familien bosatte sig i Jorvik (nu York). Han hærgede imidlertid rundt om i England og Irland, og sagdes at være fordrevet af kong Edmund, bror til den afdøde Adalstein i 941. Engelske kilder nævner imidlertid ikke Erik før under kong Eadred, endnu en bror af Adalstein. Her siges, at Northumberlands indbyggere forkastede Eadred til fordel for Yric/Yrk/Hyrc/Eilric/Eiric, dvs Erik, "af dansk ophav" (angelsakserne skilte normalt ikke mellem danskere og nordmænd), der var ankommet til Northumberland i sommeren 947. Valget af Erik som konge i stedet for Eadred blev anset som forræderi, og Eadred hævnede sig grusomt. Hans mænd brændte ovenikøbet kirken i Ripon ned, skønt den var rejst af Sankt Wilfred. Da Eadreds styrker drog mod syd, fulgte mænd fra York bagefter og dræbte ved Castleford mange i bagtroppen. Eadred truede derefter med at lægge Northumberland øde. De ledende så ingen anden udvej end at udvise Erik og overgive sig til Eadred, der blev formildet af den medfølgende pengegave. De forskellige krøniker enes ikke om årstallet, men det er sket ca. 948. Et av manuskripterne til Den angelsaksiske krønike påstår, at Olaf Sithricsson så tog herredømmet over Northumberland i fire år før også han blev fordrevet, og Erik genindsat som konge i 952. 
Ærkebiskop Wulfstan i York havde godkendt Eadreds overherredømme i byen Tanshelf på grænsen mod Northumberland, men William af Malmesbury fortæller, at kongen senere lod Wulfstan fængsle, fordi han stod i kontakt med "sine venner blandt oprørerne". Det ser ud til, at Wulfstan og andre ledende i Northumberland foretrak en lokal vikingehersker frem for at opsluges af det ekspanderende vest-saksiske kongedømme med udspring i Wessex. Ødelæggelsen af kirken i Ripon kan også være årsag til Wulfstans beslutning om at gå imod Eadred; men i 954 blev Erik igen fordrevet. Henry af Huntingdon skrev, at folket i Northumberland "ikke tålte en hersker over længere tid, de havde godtaget Erik, søn af Harald – i det tredje år af hans styre smed de ham ud og indbød kong Eadred, som de satte på tronen." 

## Slaget ved Stainmore
Til sidst siges Erik at være dræbt af Olaf, en af Edmunds underkonger, i slaget ved Stainmore mod kong Eadred i 954. Stedet er kun nævnt i de engelske kilder, men da Stainmore ligger ved hovedvejen over Penninerne (A66), den romerske vej, der forbinder den engelske vestkyst med Yorkshire, ville det være den naturlige rute for Erik på vej til sit tidligere kongedømme. Sagaen fortæller, at han stod i spidsen for en stor hær, men modpartens hær var så stor, at for hver faldne, kom tre nye til. Erik faldt ved dagens slutning, og hævder Heimskringla sammen med Arnkjell og Erlend, sønner af Orknø-jarlen Tørv-Einar, samt fem konger: Guttorm, hans sønner Ivar og Hårek, samt Sigurd og Ragnvald. Roger Wendover, der tidligt i 1200-tallet skrev Blomster fra historien, mener, at Eilricus (Erik) blev dræbt sammen med sine sønner Reginaldus og Hæricus (Ragnvald og Hårek?) af en adelsmand ved navn Maccus. Navneformen Eilricus kan skyldes en sammenblanding med det angelsaksiske navn Ælric. 
Sagaerne mener, Eriks drabsmand var Olaf, en konge Edmund havde udpeget til at forsvare egnen. Det drejer sig sandsynligvis om Olaf Sithricsson, gennem lang tid Eriks rival om Northumberland. Olaf fungerede dels som underkonge for kongehuset Wessex, dels som selvstændig hersker, men efter Eriks død var det Oswulf af Bamburgh, der blev udnævnt til jarl af Northumberland. De engelske kilder kan derfor have ret i, at Olaf ikke var Eriks drabsmand. 

## Efter Eriks død
Gunhild og børnene blev tvunget til at søge tilflugt hos kong Harald Blåtand i Danmark. Ifølge Heimskringla og Orknøingesagaen rejste de først til Orknøerne, hvor de overtog magten efter Torfinn Skallekløver, bror af jarlene Arnkjell og Erlend, der var blevet dræbt sammen med Erik. De blev der nogle vintre og hærgede derfra Skotland og Irland om somrene. Her giftede datteren Ragnhild sig med Torfinns søn Arnfinn, mens Gunhild og sønnerne fortsatte til Danmark. Historien om Ragnhilds giftermål findes dog ikke i andre sagaer, og Snorre Sturlason har ikke taget den med i Heimskringla, selv om der ellers er stor overensstemmelse mellem den og Orknøingesagaen. Ifølge sagaerne ankom Gunhild og sønnerne til Danmark, mens Harald Blåtand var konge, og det blev han i 958, fire år efter Eriks død. Med hans hjælp igangsatte erikssønnerne en serie togter for at generobre Norge fra farbroren Håkon den Gode. Gamle blev dræbt af Håkon i slaget ved Freidarberg, Guttorm døde i et slag i Østersøen, mens Sigurd blev dræbt af hersen Klypp som hævn, fordi han havde bortført Klypps kone. 

## Litterært citat
Hostrup lader i En Spurv i Tranedands (1846) den opvækkede dronning Gunhild sige:
- [.....] For flere hundred Aar tilbage
- var jeg en Konges Viv, Kong Eriks, han,
- som for sin Herskelyst, sit vilde Mod,
- af Norrigs Bønder kaldet blev Blodøxen.[21]